# Stefan Johansson
Stefan Nils Edwin Johansson (* 8. September 1956 in Växjö) ist ein ehemaliger schwedischer Automobilrennfahrer. Er nahm zwischen 1980 und 1991 an insgesamt 79 Grand-Prix-Rennen der Formel 1 teil und fuhr unter anderem für namhafte Teams wie Ferrari und McLaren.

## Monoposto
Nach dem Gewinn der Britischen Formel-3-Meisterschaft 1979 war Johansson beim Großen Preis von Argentinien 1980 auf Shadow zum ersten Mal für ein Formel-1-Rennen gemeldet. Allerdings qualifizierte er sich weder bei diesem noch bei seinem zweiten Grand Prix in Brasilien (in derselben Saison) für das Rennen. Seinen ersten Grand Prix bestritt Johansson erst 1983 beim Großen Preis von Großbritannien.

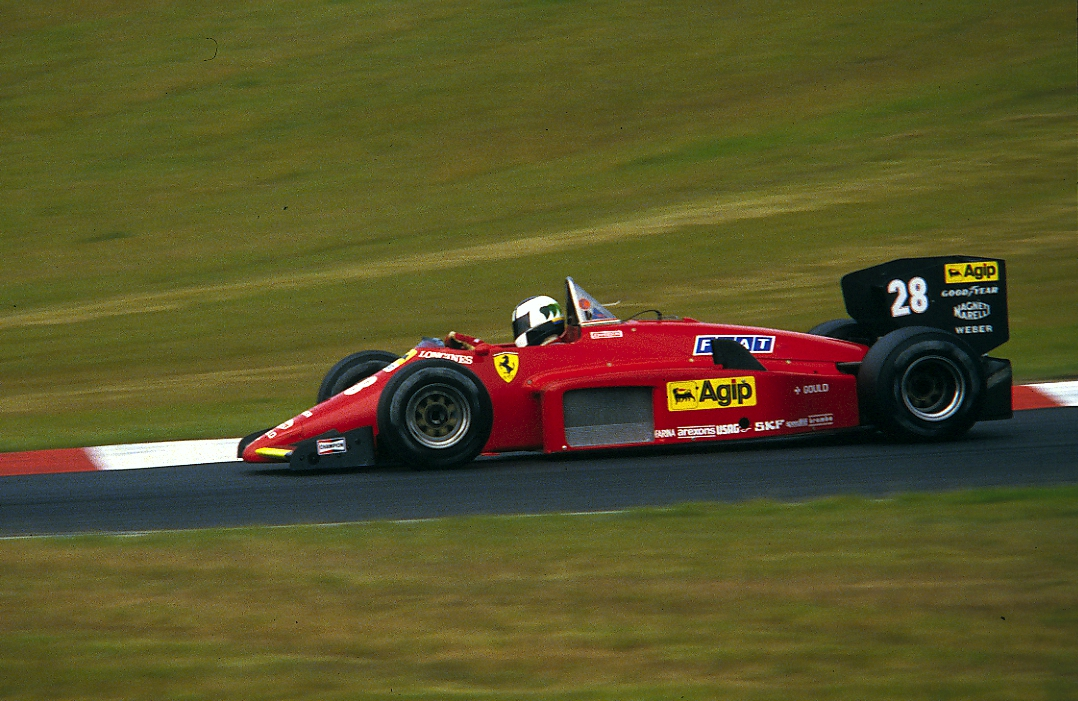
Stefan Johansson 1985 im Ferrari 156/85 auf dem Nürburgring

Johansson errang insgesamt 88 Weltmeisterschaftspunkte, seine besten Resultate waren dabei vier zweite Plätze 1985 bei den Grand Prix von Kanada und der USA auf Ferrari sowie 1987 bei den Grand Prix von Belgien und Deutschland auf McLaren-TAG-Porsche. Einmal verpasste Johansson einen Sieg nur denkbar knapp, als ihm beim Großen Preis von San Marino 1985 in Führung liegend drei Runden vor Schluss das Benzin ausging. Seine beste Platzierung in der Gesamtwertung war der fünfte Platz 1986 mit Ferrari.
Nach einer Reihe von Enttäuschungen in den Jahren 1989 bis 1991 und zahlreichen Rennen, für die sich Johansson mangels konkurrenzfähigen Materials nicht qualifizierte, wechselte er 1992 in die IndyCar World Series zum Team von Tony Bettenhausen. Bereits bei seinem ersten Start in Detroit wurde er Dritter und gewann am Saisonende den Rookie of the Year Award. Johansson blieb noch bis Ende 1996 in dieser Rennserie, gewann jedoch auch hier kein Rennen. 1996 war Johansson an der Kollision mit Jeff Krosnoff in Toronto beteiligt, welche sowohl Krosnoff als auch einen Streckenposten das Leben kostete.
Der Schwede beendete zunächst seine aktive Rennfahrerkarriere, um sich 2007 an der Gründung einer neuen Rennserie im mittleren Osten, der Speedcar Series, zu beteiligen, wo er in der Saison 2007/2008 auf zahlreiche ehemalige Formel-1-Piloten wie Jean Alesi, Heinz-Harald Frentzen, Johnny Herbert, Gianni Morbidelli oder Jacques Villeneuve traf.

## Sportwagen
Schon 1983 gab der Schwede sein Debüt beim 24-Stunden-Rennen von Le Mans im Team von Reinhold Joest. Gemeinsam mit Bob Wollek und Klaus Ludwig erreichte er den fünften Rang in der Gesamtwertung. Nach den Siegen bei den Sportwagenrennen in Mugello 1983 und Spa-Francorchamps 1988, feierte Johansson 1997 seine größten Erfolge bei Langstreckenrennen. Mit Joest Racing siegte er in Le Mans und beim 12-Stunden-Rennen von Sebring – ausgetragen wenige Wochen vor dem Klassiker an der Sarthe – pilotierte er einen Ferrari 333SP zum Gesamtsieg. Teamkollegen waren dort Fermín Vélez, Andy Evans und Yannick Dalmas.
Mit der Gründung eines eigenen Rennteams stieg der Schwede Anfang der 2000er-Jahre auch in die American Le Mans Series ein. In Le Mans war er bis 2008 insgesamt 14-mal am Start. Mit dem Audi R8 erreichte er 2003 mit dem dritten Gesamtrang noch einmal einen Spitzenplatz bei diesem Rennen.

## Statistik

### Le-Mans-Ergebnisse
| Jahr | Team                      | Fahrzeug            | Teamkollege          | Teamkollege          | Platzierung            | Ausfallgrund       |
| ---- | ------------------------- | ------------------- | -------------------- | -------------------- | ---------------------- | ------------------ |
| 1983 | Joest Racing              | Porsche 956         | Bob Wollek           | Klaus Ludwig         | Rang 6                 |                    |
| 1984 | New-Man Joest Racing      | Porsche 956         | Jean-Louis Schlesser | Mauricio de Narváez  | Ausfall                | Zylinder überhitzt |
| 1990 | Mazdaspeed Co. Ltd.       | Mazda 787           | Dave Kennedy         | Pierre Dieudonné     | Ausfall                | Leck im Öltank     |
| 1991 | Mazdaspeed Co. Ltd.       | Mazda 787B          | Dave Kennedy         | Maurizio Sandro Sala | Rang 6                 |                    |
| 1992 | Greedy Trust Racing Team  | Toyota 92C-V        | George Fouché        | Steven Andskär       | Rang 5 und Klassensieg |                    |
| 1997 | Joest Racing              | TWR-Porsche WSC-95  | Michele Alboreto     | Tom Kristensen       | Gesamtsieg             |                    |
| 1998 | Joest Racing              | Porsche LMP1-98     | Michele Alboreto     | Yannick Dalmas       | Ausfall                | Elektrik           |
| 1999 | Audi UK Sport Ltd.        | Audi R8C            | Stéphane Ortelli     | Christian Abt        | Ausfall                | Differential       |
| 2000 | Johansson-Matthews Racing | Reynard 2KQ         | Guy Smith            | Jim Matthews         | Ausfall                | Motorschaden       |
| 2001 | Johansson Motorsport      | Audi R8             | Tom Coronel          | Patrick Lemarié      | Ausfall                | Elektrik           |
| 2003 | Champion Racing           | Audi R8             | Emanuele Pirro       | JJ Lehto             | Rang 3 und Klassensieg |                    |
| 2006 | Racing for Holland        | Dome S101Hb         | Jan Lammers          | Alex Yoong           | Ausfall                | Unfall             |
| 2007 | Courage Compétition       | Courage LC70        | Jean-Marc Gounon     | Guillaume Moreau     | Ausfall                | Motorschaden       |
| 2008 | Epsilon Euskadi           | Epsilon Euskadi ee1 | Jean-Marc Gounon     | Shinji Nakano        | Ausfall                | Kraftübertragung   |
| 2012 | Gulf Racing Middle East   | Lola B12/80         | Ludovic Badey        | Fabien Giroix        | Ausfall                |                    |

### Sebring-Ergebnisse
| Jahr | Team                      | Fahrzeug      | Teamkollege      | Teamkollege         | Teamkollege  | Platzierung | Ausfallgrund |
| ---- | ------------------------- | ------------- | ---------------- | ------------------- | ------------ | ----------- | ------------ |
| 1984 | de Narváez Enterprises    | Porsche 935J  | Hans Heyer       | Mauricio de Narváez |              | Gesamtsieg  |              |
| 1997 | Team Scandia              | Ferrari 333SP | Yannick Dalmas   | Andy Evans          | Fermín Vélez | Gesamtsieg  |              |
| 1999 | Audi Sport Team Joest     | Audi R8R      | Michele Alboreto | Rinaldo Capello     |              | Rang 3      |              |
| 2000 | Johansson Matthews Racing | Reynard 2KQ   | Guy Smith        | Jim Matthews        |              | Ausfall     | Motorschaden |
| 2001 | Johansson Motorsport      | Audi R8       | Guy Smith        |                     |              | Rang 4      |              |
| 2002 | Champion Racing           | Audi R8       | Andy Wallace     | Jan Lammers         |              | Rang 2      |              |
| 2003 | Champion Racing           | Audi R8       | Emanuele Pirro   | JJ Lehto            |              | Rang 2      |              |
| 2007 | Highcroft Racing          | Acura ARX-01a | David Brabham    | Duncan Dayton       |              | Rang 6      |              |
| 2008 | Patron Highcroft Racing   | Acura ARX-01b | David Brabham    | Scott Sharp         |              | Rang 5      |              |
| 2013 | BAR1 Motorsports          | Oreca FLM09   | Kyle Marcelli    | Chris Cumming       |              | Rang 10     |              |

### Einzelergebnisse in der Sportwagen-Weltmeisterschaft
| Saison | Team                           | Rennwagen                           | 1   | 2   | 3   | 4   | 5   | 6   | 7   | 8   | 9   | 10  | 11  |
| ------ | ------------------------------ | ----------------------------------- | --- | --- | --- | --- | --- | --- | --- | --- | --- | --- | --- |
| 1982   | GS-Tuning                      | Sauber SHS C6                       | MON | SIL | NÜR | LEM | SPA | MUG | FUJ | BRH |     |     |     |
| 1982   | GS-Tuning                      | Sauber SHS C6                       |     |     |     |     | DNF |     |     |     |     |     |     |
| 1983   | Joest Racing Kremer Racing     | Porsche 956                         | MON | SIL | NÜR | LEM | SPA | FUJ | KYA |     |     |     |     |
| 1983   | Joest Racing Kremer Racing     | Porsche 956                         |     | 2   | 2   | 6   | DNF | DNF | DNF | DNF |     |     |     |
| 1984   | Joest Racing                   | Porsche 956                         | MON | SIL | LEM | NÜR | BRH | MOS | SPA | IMO | FUJ | KYA | SAN |
| 1984   | Joest Racing                   | Porsche 956                         | DNF |     | DNF | 8   |     |     | DNF |     | 4   |     |     |
| 1988   | Sauber Motorsport Tom’s Toyota | Sauber C9 Toyota 88C-V              | JER | JAR | MON | SIL | LEM | BRÜ | BRH | NÜR | SPA | FUJ | SAN |
| 1988   | Sauber Motorsport Tom’s Toyota | Sauber C9 Toyota 88C-V              |     |     |     |     |     |     |     | DNF | 1   | 21  | 2   |
| 1991   | Konrad Motorsport Mazdaspeed   | Porsche 962 Mazda 787 Konrad KM-011 | SUZ | MON | SIL | LEM | NÜR | MAG | MEX | AUT |     |     |     |
| 1991   | Konrad Motorsport Mazdaspeed   | Porsche 962 Mazda 787 Konrad KM-011 |     | DNF |     | 6   |     | DNF | DNF | DNF |     |     |     |
| 1992   | Euro Racing Trust Racing       | Lola T92/10 Toyota 92C-V            | MON | SIL | LEM | DON | SUZ | MAG |     |     |     |     |     |
| 1992   | Euro Racing Trust Racing       | Lola T92/10 Toyota 92C-V            |     | DNF | 5   |     |     |     |     |     |     |     |     |